# Anna Christiane Ludvigsen
Anna Christiane Lauterup Ludvigsen, född 14 juni 1794 i Åbenrå, död 28 juni 1884 i Tinglev, var en dansk poet. Hon hade status som “Sønderjyllands Digterinde”.
Anna Christiane Ludvigsen var dotter till sockenprästen Johann Christian Lorenzen Lauterup (1763–1845) och Anna Bonnichsen (1749–1827). Vid dopet blev hon välsignad av en schweiziska kyrkoherden Johann Caspar Lavater. Hon växte upp i Sønderjylland på en prästgård i Brede Sogn utanför Tønder och mottog där undervisning hos sin far tillsammans med unga prästsöner och bondpojkar. Hon lärde sig bland annat franska, tyska och latin. Hon gifte sig med prästen Jürgen Simon Jessen 1819 och bodde därefter i Dagebøl, Visby och Vedelsteds socknar. Jessen led av depressioner och dog 1842. Ludvigsen flyttade hem till fadern, som blivit änkling. Hon gifte om sig 1844 med den 22 år yngre lantbrukaren Lorenz Paulsen Ludvigsen, som arbetade på prästgården som föreståndare. Äktenskapet var lyckligt, men förblev barnlöst. Efter hans död 1864 och Danmarks nederlag i dansk-tyska kriget flyttade hon till Ribe. Hon återvände till Sønderjylland 1867, som nu var under preussiskt styre, och bosatte sig i Tinglev.
Sønderjylland präglades under 1800-talet av dansk-nationalistiska strömningar och Ludvigsen var en del av kampen för danskheten i området. Detta blev det främsta ämnet som behandlades i hennes författarskap. Under pseudonymen Hedeblomster af Anna debuterade hon som lyriker i det dansksinnade dagbladet Dannevirke 1840. Hon kom därefter att bidra flitigt med dikter till tidningen under 1840-talet. På rekommendation av Adam Oehlenschläger fick hon några av sina dikter publicerades i Peder Ludvig Møllers årsbok Gæa 1845 och hon bidrog även med dikter till flera av Svend Grundtvigs samlingar. På uppmaning från Bernhard Severin Ingemann publicerade hon sina dikter privat och gav ut diktsamlingar i två band under titeln Markblomster af Anna 1852. Denna var starkt inspirerad av Oehlenschlägers dikter, men ansågs ändå vara av stor betydelse för den danska lyriken i Sønderjylland.